# الاس دو بالاگوئر
الاس دو بالاگوئر (به اسپانیایی: Alòs de Balaguer) یک شهرستان در اسپانیا است که در کاتالونیا واقع شده‌است.

## خصوصیات
الاس دو بالاگوئر ۶۸٫۷۶ کیلومترمربع مساحت و ۱۵۳ نفر جمعیت دارد و ۲۹۷ متر بالاتر از سطح دریا واقع شده‌است.